# Lena Kindberg
Lena Agneta Eriksson, känd under tidigare namnet Lena Kindberg, även hetat Persson, född 16 november 1944 i Kristianstads församling i dåvarande Kristianstads län, är en svensk före detta friidrottare (mångkamp och korta häcken). Hon tävlade för IK Ymer och Västerås IK. 
Lena Kindberg är sedan 1972 gift med Bo Lennart Eriksson (född 1938).